# Милош Милинчић

## Биографија
Рођен је 19. децембра 1942. године у Бајинцима, општина Србац. Послије ниже реалне гимназије и средње школе, завршава Вишу педагошку школу у Београду, а потом Филозофски факултет у Новом Саду, група Српскохрватски језик и књижевност те стиче звање Професор југославенске књижевности. Радио у основним школама Кукуље и Лијевче Разбој, а потому Средњошколском центру у Српцу од 1976. до 1990. године, када је на првим вишестраначким изборима изабран за предсједника СО Србац. Функцију обављао до септембра 1997. године. Послије ће кратко бити директор Центра за социјални рад у Српцу. Из Срењошколског центра , гдје се био поново вратио у наставу, 24. марта 2001. године Влада Републике Српске именоваће га за директора Републичког педагошког завода Републике Српске у Бања Луци. На тој функцији остаће до 13. 4. 2006. године, а до пензије, 2008. године, ради као савјетник за српски језик.
У својству свједока одбране, 2005. 2013. и 2014. године,пред Хашким трибуналом, био свједок у предметима: Момчило Крајишник, Радован Караџић и Ратко Младић. У децембру 2016. године објављује књигу "Дужник свом времену - сјећања и свједочења", а у току му је издање монографије "Бајинци у сјећању и причи".